# Jack Sepkoski
Jack John Sepkoski (ur. 26 lipca 1948 w Presque Isle w Maine, zm. 1 maja 1999) – amerykański geolog i paleontolog, autor syntetycznego podsumowania zmian bioróżnorodności w fanerozoiku i pionier badań nad masowymi wymieraniami. 

## Życiorys
Absolwent Uniwersytetu Notre Dame, doktorat uzyskał w 1977 r. na Uniwersytecie Harvarda na podstawie pracy o budowie geologicznej i paleontologii rejonu Black Hills. Od 1974 do 1978 r. był wykładowcą University of Rochester. Następnie został wykładowcą Uniwersytetu w Chicago, gdzie pracował do emerytury i gdzie mianowano go profesorem w 1986. Jednocześnie pracował w chicagowskim Muzeum Historii Naturalnej. W 1983 r. otrzymał nagrodę Charles Schuchert Award przyznawaną przez Paleontological Society. W 1997 r. został członkiem zagranicznym PAN.

## Osiągnięcia naukowe

### Zmiany bioróżnorodności w fanerozoiku
Nazwisko Sepkoskiego znane jest w nauce przede wszystkim z eponimicznej krzywej Sepkoskiego: jest to opracowany przezeń diagram, pokazujący zmiany bioróżnorodności w czasie (w ciągu całego fanerozoiku, to znaczy od kambru do dziś). Krzywa Sepkoskiego pokazuje zajście pięciu wielkich wymierań (zostały one udokumentowane częściowo we współpracy z Davidem Raupem), a także istnienie wielkoskalowych zespołów, zwanych ewolucyjnymi faunami Sepkoskiego. 

### Teoria cykliczności wymierań
Sepkoski był także współtwórcą tezy o występowaniu regularnego (co 26,2 mln lat) cyklu masowych wymierań w mezozoiku i kenozoiku. W wyniku późniejszych analiz teoria ta została odrzucona. 

## Upamiętnienie
Na jego cześć nazwano gatunek triasowego ślimaka Praelittorina sepkoskii Nützel & Erwin, 2004 (obecna nazwa Microschiza sepkoskii). 

## Wybrane publikacje
- J. John Sepkoski, A kinetic model of Phanerozoic taxonomic diversity I. Analysis of marine orders, „Paleobiology”, 4 (3), 1978, s. 223–251, DOI: 10.1017/S0094837300005972, JSTOR: 2400203 (ang.).
- J. John Sepkoski, A kinetic model of Phanerozoic taxonomic diversity II. Early Phanerozoic families and multiple equilibria, „Paleobiology”, 5 (3), 1979, s. 222–251, DOI: 10.1017/S0094837300006539 (ang.).
- J. John Sepkoski, A factor analytic description of the Phanerozoic marine fossil record, „Paleobiology”, 7 (1), 1981, s. 36–53, DOI: 10.1017/S0094837300003778, JSTOR: 2400639 (ang.).
- J. John Sepkoski, Alpha, beta, or gamma: where does all the diversity go?, „Paleobiology”, 14 (3), 1988, s. 221–234, DOI: 10.1017/S0094837300011969, JSTOR: 2400884 (ang.).
- D.M. Raup, J.J. Sepkoski, Mass Extinctions in the Marine Fossil Record, „Science”, 215 (4539), 1982, s. 1501–1503, DOI: 10.1126/science.215.4539.1501 (ang.).
- D.M. Raup, J.J. Sepkoski, Periodicity of extinctions in the geologic past, „Proceedings of the National Academy of Sciences of the United States of America”, 81 (3), 1984, s. 801–805, DOI: 10.1073/pnas.81.3.801, PMID: 6583680, PMCID: PMC344925 (ang.).
- J.J. Sepkoski, A compendium of fossil marine animal families, 2nd edition, „Contributions in Biology and Geology”, 83, 1992, s. 1–156, PMID: 11542296 (ang.).